# Червоное (Красноградский район)
Червоное (укр. Червоне) — село, Кириловский сельский совет, Красноградский район, Харьковская область, Украина.
Код КОАТУУ — 6323381004. Население по переписи 2001 года составляет 39 (18/21 м/ж) человек.

## Географическое положение
Село Червоное находится на расстоянии в 2 км от реки Берестовенька (правый берег). По селу протекает пересыхающий ручей с запрудами. Рядом проходит автомобильная дорога М-18 (E 105).

## История
- 1928 — дата основания.